# Pabiednaje (obwód homelski)
Pabiednaje (biał. Пабеднае; ros. Победное, Pobiednoje; hist. pol. Stary Folwark; biał. Стары́ Фальва́рак, Stary Falwarak; ros. Старый Фольварк, Staryj Folwark) – wieś na Białorusi, w obwodzie homelskim, w rejonie lelczyckim, w sielsowiecie Lelczyce.